# 赫拉博韋茨 (利維夫區)
50°1′46″N 24°11′54″E / 50.02944°N 24.19833°E
赫拉博韋茨（羅馬化：Hrabovets）是烏克蘭西部的村莊，隸屬利維夫州的利維夫區。該村始建於1900年，面積6.12平方公里，海拔高度233米，2001年人口142，人口密度每平方公里23.2人。